# Yanni Live at Royal Albert Hall
Yanni Live at Royal Albert Hall è il concerto live di Yanni.

## Tracce
1. Desire
2. Dance with a Stranger
3. A Love for Life
4. Within Attraction
5. Reflections of Passion
6. Aria
7. Nostalgia

## Componenti

### Band
- Charlie Adams – Batteria
- Karen Briggs – violino
- Lynn Davis – Voce
- Pedro Eustache – Flauto
- Ric Fierabracci – Basso elettrico
- Ming Freeman – Tastiere
- Fran Logan –
- Daniel de los Reyes – Percussioni

### Conductor
- Armen Anassian – Direttore d'orchestra, violino solista